# Seelenblut
Seelenblut ist das dritte Soloalbum des deutschen Rappers D-Bo. Es erschien am 30. Juni 2006 über Bushidos Musiklabel ersguterjunge. D-Bo stieg mit Seelenblut am 17. Juli auf Platz 59 in die deutschen Albumcharts ein. Es hielt sich eine Woche in den Charts.

## Titelliste
1. Intro
2. Hörst du mich?
3. Seelenblut
4. Ich spüre nichts (feat. Billy)
5. Dissen
6. Mister (feat. Bushido)
7. Robin Hood Gang (feat. Chakuza)
8. Wer?Wann?Wo? (feat. Saad)
9. Kartenhaus
10. Aussenseiter
11. Benzin in meinen Adern (feat. Nyze)
12. Du kannst alles (feat. Billy)
13. Euer Junge
14. Ich beende es
15. Angst vor der Liebe
16. Ruf nach mir (feat. Bahar)
17. Gefühlsleer
18. Beschütz mich
19. Keine Hoffnung (feat. Taichi)
20. Neid (feat. Billy)
21. Der Prinz
22. Outro

## Hintergrund
D-Bo greift auf Seelenblut seinen ehemaligen Labelkollegen Bass Sultan Hengzt sowie Fler verbal an. Grund dafür waren die damaligen Auseinandersetzungen zwischen Bushido und Hengzt bzw. Fler. Nach dem Flop von seinem vorherigen Album Deo Volente, entschloss sich D-Bo nur noch ein Album zu machen, da seiner Meinung nach seine Texte nicht gehört oder verstanden werden. Dies belegen Lieder, wie Hörst du mich oder Kartenhaus, in denen es wie in Kartenhaus heißt: "So boy, so wie es scheint, wird dies hier mein letztes Album sein und so wie es scheint, rap ich jetzt die letzten Zeilen ein....." des Weiteren im selben Lied: "So, wie es scheint will keiner meine Texte hören.....".

## Gastbeiträge
Auf Seelenbut befinden sich Gastbeiträge hauptsächlich von ersguterjunge-Künstlern wie Bushido, Saad, Chakuza, Nyze, Bahar und Billy. Ein weiterer Gastbeitrag stammt von Taichi.

## Produktion
Es waren mehrere Produzenten an dem Album beteiligt. Die Tracks 5, 7, 11, 12 & 15 wurden von Bizzy Montana produziert, wohingegen die Tracks 6, 8, 17, 18 & 22 von Beatlefield produziert wurden. Außerdem produzierte Decay die Tracks 10 & 19, Scewaholic 2 & 6 und Bushido 3 & 14. D-Bo übernahm aber auch selbst die Produktion an den Tracks 1, 4, 9, 13, 16, 20 und 21.